# Kloster Vauclair

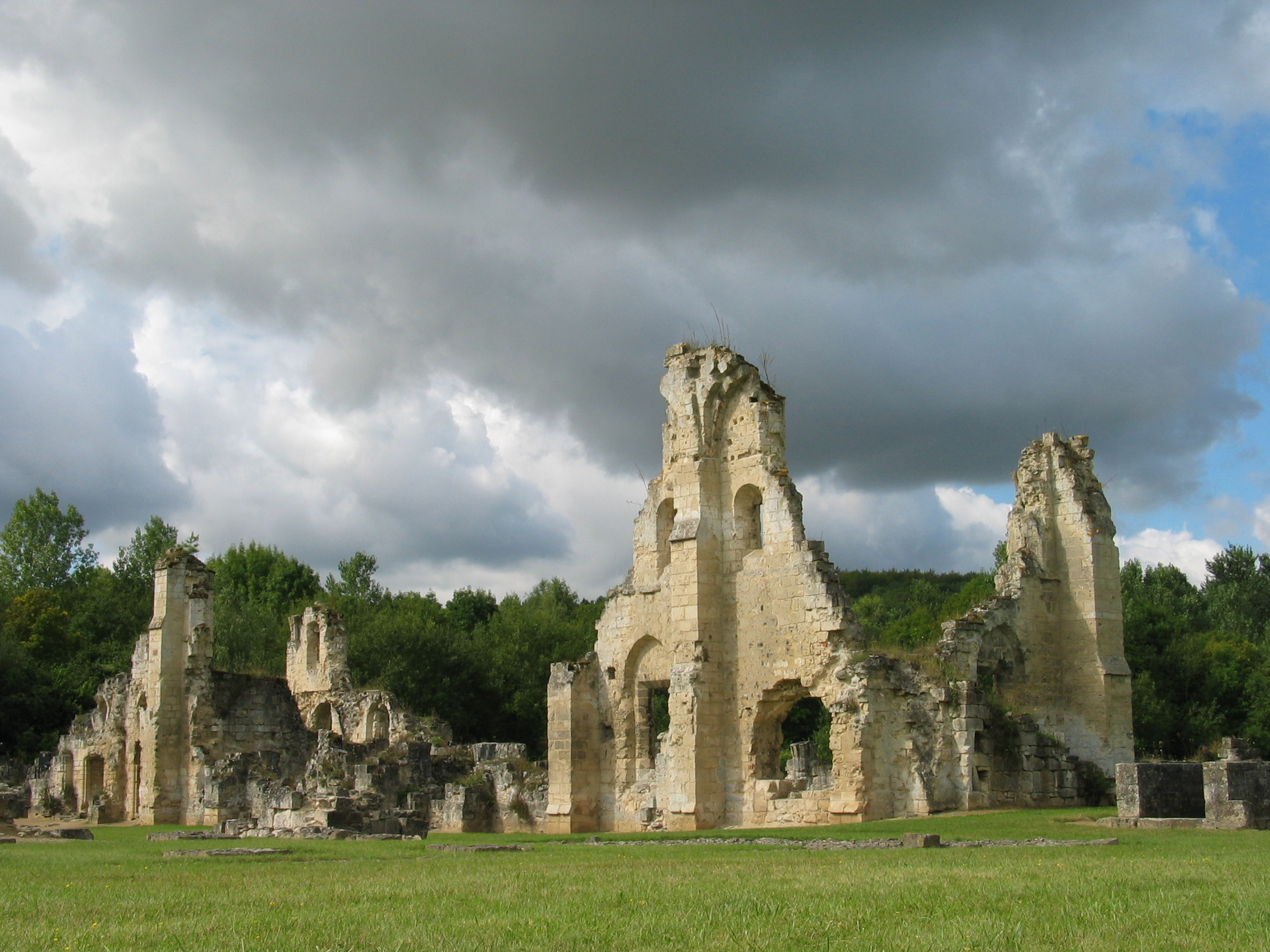
Kloster Vauclair 2005

Das Kloster Vauclair (Vallis clara) ist eine ehemalige Zisterzienserabtei in der Gemeinde Bouconville-Vauclair im Département Aisne, Region Hauts-de-France, in Frankreich. Es liegt rund 17 Kilometer südöstlich von Laon im Tal der Ailette am Fuß des Chemin des Dames.

## Geschichte
Das Kloster wurde 1134 von Bernhard von Clairvaux gegründet und war ein Tochterkloster der Primarabtei Clairvaux. Wegen des schnellen Wachstums der Abtei wurde noch im 12. Jahrhundert ein neuer Abteibau errichtet. Vauclair gründete die Tochterklöster Le Reclus (1142) und La Charmoye (1167). Das Kloster litt zwar im Hundertjährigen Krieg und in den Kriegen des 16. und 17. Jahrhunderts, fiel aber anders als die meisten Klöster in Frankreich niemals in Kommende. Im 17. Jahrhundert wurde das Kloster umgebaut. Der größte Teil der Gebäude blieb bis nach der Französischen Revolution intakt, in der diese an verschiedene neue Eigentümer aufgeteilt wurden. Die Kämpfe am Chemin de Dames im Jahr 1917 brachten schwere Zerstörungen mit sich, vor allem am Konversenbau. Nach dem Ersten Weltkrieg wurden die Ruinen als Steinbruch genutzt. 1966 begann Anselme Dimier mit Ausgrabungen. In Vauclair sind ein Heilkräutergarten und ein Garten für alte Obstsorten angelegt. Die Anlage wird von der Association des Amis de Vauclair gepflegt.

## Bauten und Anlage

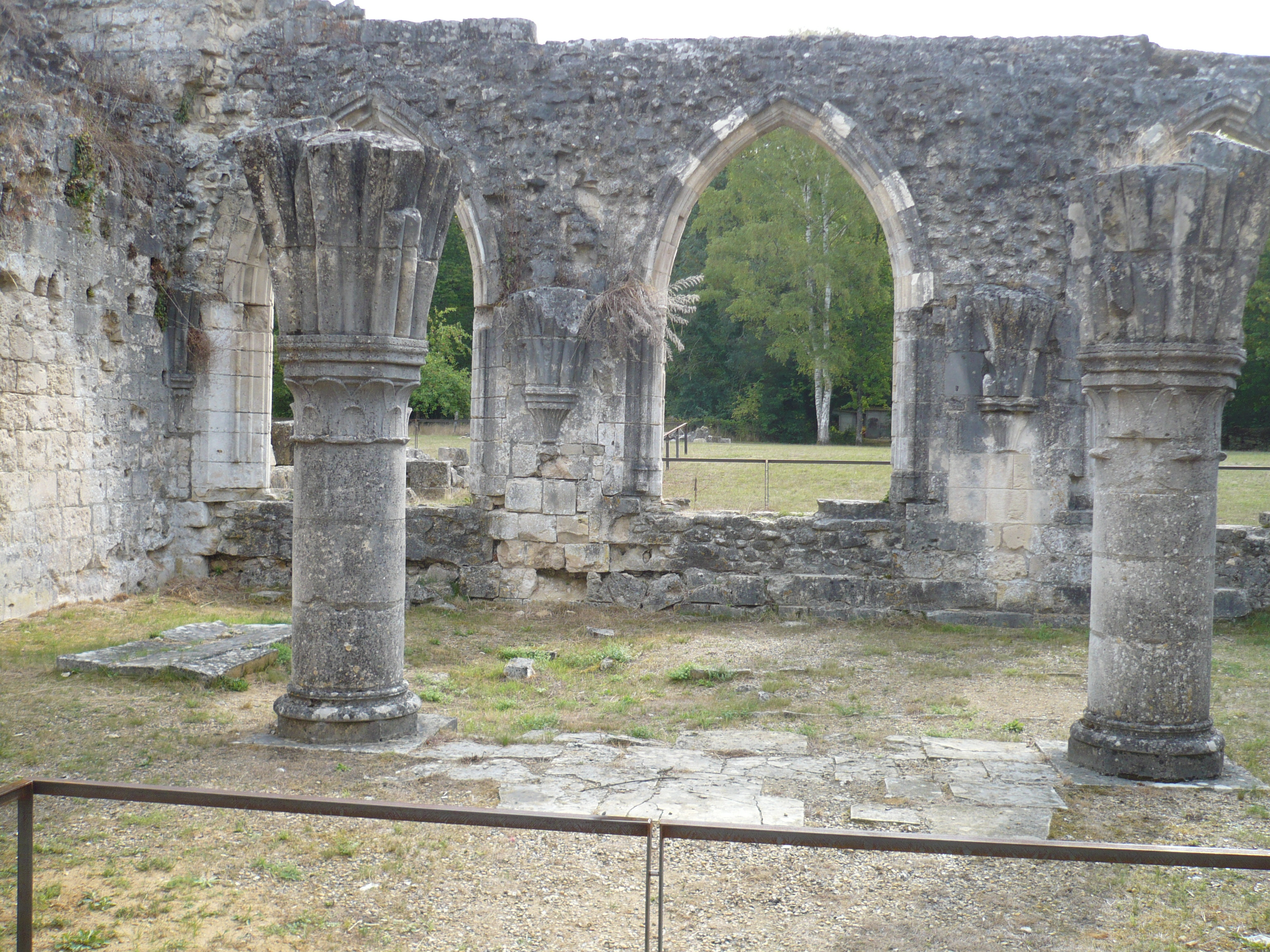
Ruine des Kapitelsaals

Die 49 m lange und 22 m breite Kirche der ersten Anlage entsprach dem bernhardinischen Plan mit Chor und seitlich am Querhaus je zwei flach geschlossenen Seitenkapellen und dem Hauptschiff mit zwei Seitenschiffen zu je neun Jochen. Der Kreuzgang maß 27 mal 27 m. Der Konversenbau war 70 m lang und nur 6,50 m tief. Der zweite Bau im entwickelten gotischen Stil besaß ein westlich des ersten Konversenbaus gelegenes neues Konversenhaus mit 70 m Länge und 13 m Breite, einem Keller zu sieben Jochen und dem Laienrefektorium zu sechs Jochen sowie einem großen Dormitorium im Obergeschoss. Auf dem Gelände des ersten Konversenhauses wurde ein großer Konversenhof gebildet. Vom Ostflügel mit Sakristei, Abtskapelle, Kapitelsaal, Durchgang, Parlatorium und Mönchssaal sind größere Teile erhalten. Der Südflügel der Klausur wurde offenbar nicht errichtet. Von der 1257 geweihten zweiten Abteikirche ist der Plan gesichert, der mit dem Kapellenumgang und einem 48 m breiten Querhaus dem von Kloster Longpont im verkleinerten Maßstab entspricht, jedoch nur zwei Langhausjoche ausbildete. In Laon ist das Stadthaus des Klosters, le Petit Vauclair, erhalten.